# Pteropyrum aucheri
Pteropyrum aucheri Jaub. & Spach – gatunek rośliny z rodziny rdestowatych (Polygonaceae Juss.). Występuje naturalnie w Iraku, Iranie, Afganistanie oraz Pakistanie. 

## Morfologia
PokrójWiecznie zielony krzew dorastający do 1,5 m wysokości.
LiścieZebrane po 3–6 w pęczki, ich blaszka liściowa jest skórzasta i ma równowąsko lancetowaty lub równowąsko podłużny kształt. Mierzy 10–18 mm długości oraz 1–2 mm szerokości, o ostrym wierzchołku.
KwiatyZebrane po 2–5 w pęczki, rozwijają się w kątach pędów. Listki okwiatu mają kształt od owalnego do lancetowatego i barwę od czerwonej do różowo-białawej, mierzą 2 mm długości.
OwoceNiełupki z trzema skrzydełkami, osiągają 4–7 mm średnicy.

## Biologia i ekologia
Rośnie na wydmach i stokach. Kwitnie od stycznia do kwietnia.